# Tipula (Eumicrotipula) browniana
Tipula (Eumicrotipula) browniana is een tweevleugelige uit de familie langpootmuggen (Tipulidae). De soort komt voor in het Neotropisch gebied.